# دیجی کامیونیکیشن
دیجی کامیونیکیشن (انگلیسی: Digi Communications) شرکت مخابرات رومانیایی است، که در سال ۱۹۹۴ تأسیس شد.